# Nerprun des Alpes
Rhamnus alpina
Espèce
Classification phylogénétique
Statut de conservation UICN

 LC  : Préoccupation mineure
Le Nerprun des Alpes (Rhamnus alpina) est une espèce de plantes à fleurs de la famille des Rhamnaceae. C'est un arbrisseau qui peut atteindre 3 à 4 m de haut. Ses feuilles sont grandes, alternes, aux nervures saillantes en dessous. Il fleurit de mai à août.

## Habitats
Le Nerprun des Alpes pousse essentiellement sur calcaire dans les bois clairs, rochers et éboulis jusqu'à l'étage subalpin entre 400 à 2200 m d'altitude.

## Répartition
On le trouve dans l'est, le sud-est et le sud de la France et en Suisse.

## Statuts de protection, menaces
L'espèce est évaluée comme non préoccupante aux échelons mondial, européen et français. En France elle est toutefois considérée  en danger (EN) en Auvergne et en Alsace.

## Usages
Comme la Bourdaine (Frangula alnus), c'est une plante médicinale utilisée contre la constipation.

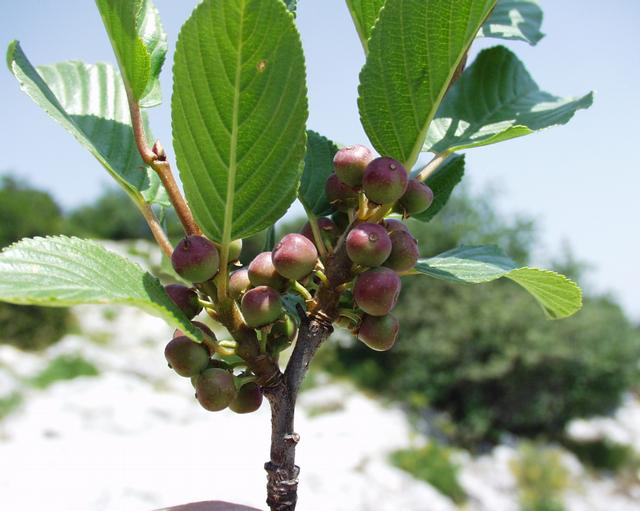
Rhamnus alpina en début de fructification.